# 杨度
杨度（1875年1月15日—1931年9月17日）:49，原名承瓒，字皙子，后改名度，曾剃髮出家，法名虎，故别号虎公、虎禅，又号虎禅师、虎头陀:49，男，湖南湘潭人，中国近代政治人物，一生先后投身截然对立的政治派别，曾于清末立宪间任清廷憲政編查館统计局局长，北洋时期辅佐袁世凯进行洪宪帝制，而后于1922年加入中国国民党，晚年于1929年秘密加入中国共产党。

## 生平

### 早年生活
杨度是湖南省湘潭縣姜畲乡石塘村人。十岁丧父，过继给伯父。杨钧善诗、文、书、画、印，杨庄亦工诗文。杨瑞生驻归德时招杨度和妹妹到其府中。十六岁改名为度，字皙子。伯父迁关外朝阳镇时，杨度和妹妹回到湘潭。
光绪十八年（1892年）考取秀才。次年（1893年），顺天府乡试举人；二十年、二十一年，甲午科、乙未科会试均落第。会试期间恰逢公车上书，他亦附和，并认识了梁启超、袁世凯、徐世昌等。还乡，师从衡阳东洲、船山书院一代名儒王闿运（壬秋，湘绮）。杨度与王大约于光绪二十一年（1895年）初识，此时杨度20岁。王闿运亲自到杨家招其为学生。师生关系之亲密，杨度深受王喜爱，并可以随便开玩笑，王在《湘绮楼日记》中常称杨度为“杨贤子”。杨度在王门学了三年，他醉心于王氏帝王之术，这对他以后的一生产生了深远的影响。他曾与友人说：“余诚不足为帝王师，然有王者起，必来取法，道或然与？”杨钧、杨庄也学在王门，杨庄后嫁与王家四子。同门还有夏寿田、八指头陀、杨锐、刘光第、刘揆一、齐白石等。
后来因为时局的变化，杨度对新学也开始感兴趣。光绪戊戌年（1898年），湖南新政，谭嗣同、熊希龄、唐才常、梁启超在长沙办时务学堂，蔡艮寅、刘揆一、杨度同在一起听课、讨论国事。

### 留学日本
光绪二十八年（1902年），他不顾王闿运的劝阻，瞒着老师自费留学日本，入东京弘文学院师范速成班，与黄克强同学。受留日学生影响，思想日趋激进，和湖南留日同乡创办《游学译编》。半年后在结业会上，日本高等师范学校校长嘉纳治五郎发表了贬低清国人的言论，杨度当场和他就国民性和教育问题激烈辩论。不久以《支那教育》为题发表在梁启超的《新民丛报》上，由此在中国留日学生得到支持和赞扬。为了筹办《游学译编》获得经费支持，杨度回国。随后奉师命谒见了张之洞，受到张的称赞。
光绪二十九年（1903年），被保荐入京参加新开的经济特科进士考试，初取一等第二名。一等第一名是未来的北洋政府的财长、杨的共事和政敌：梁士诒。由于梁士诒这个名字被说成是“梁头康尾”，而“康梁”因为戊戌变法，正为慈禧太后所恨，所以，梁士诒被除名。杨度受到牵连，又是“湖南师范生”，且在日期间有攻击朝廷，策论中有不满朝廷的言论，疑为唐才常同党和革命党，也被除名，并受到通缉。杨度避居家乡，娶同乡中路铺黄华（号仲瀛）为妻。
不久，杨度再赴东京，入弘文学院学习。他的弟弟和妹妹作为湖南省第一期官费留学生早些时候（二十九年）也留学日本。秋，杨度与梁启超在横滨相遇。10月，感于“国事伤心不可知”，和梁《少年中国说》，作《湖南少年歌》，发表于梁《新民丛报》，其中有“若道中华国果亡，除非湖南人尽死”句。:50此时杨梁“二人相与，天下之至好也。”
次年（1904年），转入日本法政大学速成科，集中研究各国宪政；与汪精卫同学。此时在日留学生爱国热情高涨，保皇派、排满革命派各自宣传自己的主张。杨度主张宪政，不介入两派论争。他热心国事、友善同学、才华出众在中国留日学生中颇具声望。蔡锷在留日期间“与杨度最善”，休假日必到杨度家吃饭。三十一年（1905年），杨度被选为留日学生总会干事长，后又被推举为留美、留日学生维护粤汉铁路代表团总代表。他带头请愿，要求废除1900年中美粤汉铁路借款续约，主张收回路权自办以维护国家主权，发表《粤汉铁路议》。他以总代表的身份回国，根据他老师的对策，提出官绅筹款自办。拜见张之洞，得到张的支持。不久粤汉铁路收回自办，他圆满完成任务，声望大增。
他在东京和孙中山就中国革命问题辩论数次，“聚议三日夜不歇，满汉中外，靡不备论；革保利弊，畅言无隐。”（章士钊《与黄克强相交始末》）。他不赞成孙的革命思想，但他将黄兴介绍给孙中山，促成孙黄合作。不久中国同盟会成立，孙中山力邀杨度参加，他拒绝参加，愿各行其是，他表示：“吾主君主立宪，吾事成，愿先生助我；先生号召民族革命，先生成，度当尽弃其主张，以助先生。努力国事，斯在今日，勿相妨也。”仍坚持走君主立宪救国道路。
三十一年（1905年），日本文部省颁布的《取缔清韩留日学生规则》，并称清国人“放纵卑劣”，留日学生群起抗议。杨度以干事长的名义递交抗议书。在留日学生中分为两派，一派主张自办学校，一派主张妥协，湘人陈天华愤然蹈海，死前留書切責干事，作为总干事长杨度被一些人指责办事不力。
三十二年（1906年），清政府派出镇国公载泽、端方、徐世昌等五大臣出洋（欧、美、日）考察宪政。为了交差，熊希龄赴日请杨度和梁启超捉刀起草报告，杨度写了《中国宪政大纲应吸收东西各国之所长》和《实行宪政程序》（梁写《东西各国宪政之比较》），由此博得大名。是年（1906年），清政府根据这个报告下诏预备立宪。光绪三十三年（1907年）在东京创立《中国新报》月刊，任总编撰，“不谈革命，只言宪政”，认为“今日中国之事实，但能为君主立宪，而不能为民主立宪”。杨、梁分道而行。他发表14万字巨论《金铁主义》等许多文章，宣传君主立宪，主张成立政党，召开国会，实行宪政。《中国新报》、《新民丛报》、《民报》几成三足鼎立之势。还组织政俗调查会（后改名宪政讲习会、宪政公会），以设立民选议院为立宪运动的中心目标。

### 立宪活动
光绪三十三年（1907年）梁焕奎、范旭东筹备湖南宪政公会，有意拥杨度为会长。10月杨度回国，恰伯父逝世。12月成立湖南宪政公会，杨度为会长，起草《湖南全体人民民选议院请愿书》，请他的老师王闿运作过修改，並联络不少湖南名流联名上奏，开清季国会请愿运动之先河。次年春，袁世凯、张之洞联合保荐杨度，说他“精通宪法，才堪大用”，进京出任宪政编查馆提调，候补四品（他仅有举人功名）。袁安排他在颐和园向皇族亲贵演说立宪精义，极力主张开设民选议院。他是晚清朝廷“宪政专家”。
在宣统三年（1911年）成立的“皇族内阁”中，杨度是统计局局长。杨度和袁世凯私交颇深，关系非同一般，又怀有知遇之感。他认定袁就是他要找的“非常之人”，而他就是帝师。当摄政王载沣要杀袁世凯时，杨度竟敢拒不草诏，冒死论救。武昌起义爆发后，他来到袁世凯的故乡，成为袁的幕僚。1911年11月任袁世凯内阁学部副大臣，辞任，与汪精卫一起发起“国事共济会”，鼓吹君主立宪。12月南北议和，杨度是清政府议和团參贊，随唐绍仪到上海，不久，独自回北京。
1912年1月25日，杨度以免受列強乘隙漁利，不得不支持共和，在北京发起共和促進会，未知是事有湊巧，还是预谋，翌日（26日），段祺瑞與47位清军将领联名密电清政府，支持共和。是年秋，黄兴在北京极力邀请他加入国民党，他没有答应。后来胡瑛等又请他入党，他提出除非国民党放弃政党内阁的主张，他才可以考虑。他还请他的老师出山，王闿运曾任国史馆馆长。
民国二年（1913年）12月，袁世凯解散国民党后，组织政治會議替代国会，杨被任为总统府特派议员，不久，袁世凯派他到汉口，任商场建筑督办。民国三年（1914年）6月22日，出任参政院参政。

### 鼓吹帝制
民国四年（1915年）1月，因国史馆馆长王闿运回鄉，杨被任为副馆长，主持馆务。4月，杨度呈送《君宪救国论》，以为中国如不废共和，立君主，“欲爲強國無望也，欲爲富國無望也，欲爲立憲國亦無望也，終歸於亡國而已矣……故以专制之权，行立宪之业，乃圣君英辟建立大功之极好机会。”深得袁世凯的赞许，称之为“至理名言”。是年8月，他与孙毓筠、刘师培、李燮和、胡瑛、严复等人共同发组织筹安会，自任理事长，主張君主立宪，为袁世凯称帝鼓吹，一手策划的乞丐请愿团、妓女请愿团、人力车夫请愿团等“洪宪大戏”是中国近代史上著名闹剧。袁世凯对其恩宠有加，并亲自赐匾题字，称他为“旷代逸才”。洪宪帝制一出台，便遭到全国上下的唾骂声讨，在家乡被骂为汉奸，他先前的好友梁启超称其为“下贱无耻、蠕蠕而动的嬖人”。护国战争爆发，云南、贵州、广西、广东相继独立，五年（1916年）4月12日，浙江又宣告独立，杨度即于当日辞去参政。6月，袁世凯病逝，临死前大呼“他误了我！”人疑袁所言“他”即指杨度或袁克定。杨度写下挽袁联：
|  | 共和误中国，中国不误共和；千载而还，再评此狱。 明公负洪宪，洪宪不负明公；九原可作，三复斯言。 |

章太炎论洪宪帝制失败之关键，有所谓三个人反对三个人，其中首先就是梁启超反对杨度（其他二人是：张一麐反对夏壽田；蔡松坡反对雷震春）。黎元洪继任总统后，7月14日，发布惩办帝制祸首命令，追缉杨度等8人，他列名第一。杨度心灰意冷，踲入空门，在天津、青岛外国租界闭门学佛，在出世、超脱的佛学中重新思考人生、反省过去。以“虎禅师”为名写了不少论佛的杂文和偈语。
民国六年（1917年）张勋發動张勋复辟，邀请杨度入京参加，被他拒绝，他致电张勋、康有为二人：“凡所设施，皆前清末叶所不敢为，而乃行于今日共和之后，大悖人情，至此而極，度认公等所为，与君主立宪精神完全相反，如此倒行逆施，徒禍国家，並禍清室……所可惜者，神圣之君宪主义，经此牺牲，永无再见之日。度伤心绝望，更无救国之方。从此披发入山，不愿再闻世事。”他宣布披发入山，学佛参禅。他认为禅的基本精神就是无我，提出“无我主义”的“新佛教论”。民国七年（1918年）3月15日，楊度被赦免，返回北京。

### 转变

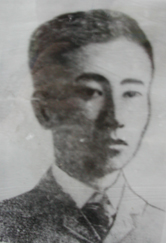
杨度

君主立憲失败后，他的政治主张逐渐转向民主共和。民國十一年（1922年），陈炯明叛乱，他受孙中山委托，作为中山特使，通过夏寿田游说曹锟（夏寿田此时是曹的秘书），制止吴佩孚援陈，帮助孙中山度过政治危机。孙说：“杨度可人，能履行政治家诺言”（指东京时言）。1922年在上海加入中国国民党。孙中山特电告全党，称杨度“此次来归，志坚金石，幸勿以往见疑”。
此后杨度在山东张宗昌那里策应过北伐，张宗昌对杨度也言听计从，只有杨度曾为新闻记者林白水求情时，张宗昌才答应（可惜晚了一点）。他开始和一些共产党员交往，接触到马克思主义，在上海时通过孙中山认识了李大钊。民國十六年（1927年）在北京设法营救李大钊、成舍我。:50李大钊被害后，杨度倾财救其家人。:50民國十七年（1928年），寓居上海，佯以卖字画为生，为杜月笙门下“清客”，为共产党提供过不少情报。 加入中国互济会，捐助过一笔不菲的经费。杨度的最后的一篇文章是为杜月笙写的《杜氏家祠记》。杨度认为杜月笙是侠而儒的人物：“予初闻杜君名，意为其人必武健壮烈，意气甚盛；及与之交，则谦抑山下，恂恂如儒者，不矜其善，不伐其能。人向往之，其德量使然也”。
民國十八年（1929年）秋，在白色恐怖之时，杨度申请加入中国共产党，由潘汉年介绍，伍豪（周恩来）批准，秘密入党，与周单线联系。:50周离开上海后，由夏衍同他单线联系。曾有人讥讽他投机，他驳道：“方今白色恐怖，云何投机？”
杨度晚年根据孙中山的建议，准备撰写的《中国通史》，做了许多准备，并写好了大纲，然岁不与人未完成。民国二十年（1931年）9月17日在上海租界因病去世。:50周恩来、潘汉年前往吊唁。杨度病中自题挽联：
|  | 帝道真知，如今都成过去事； 医民救国，继起自有后来人。 |

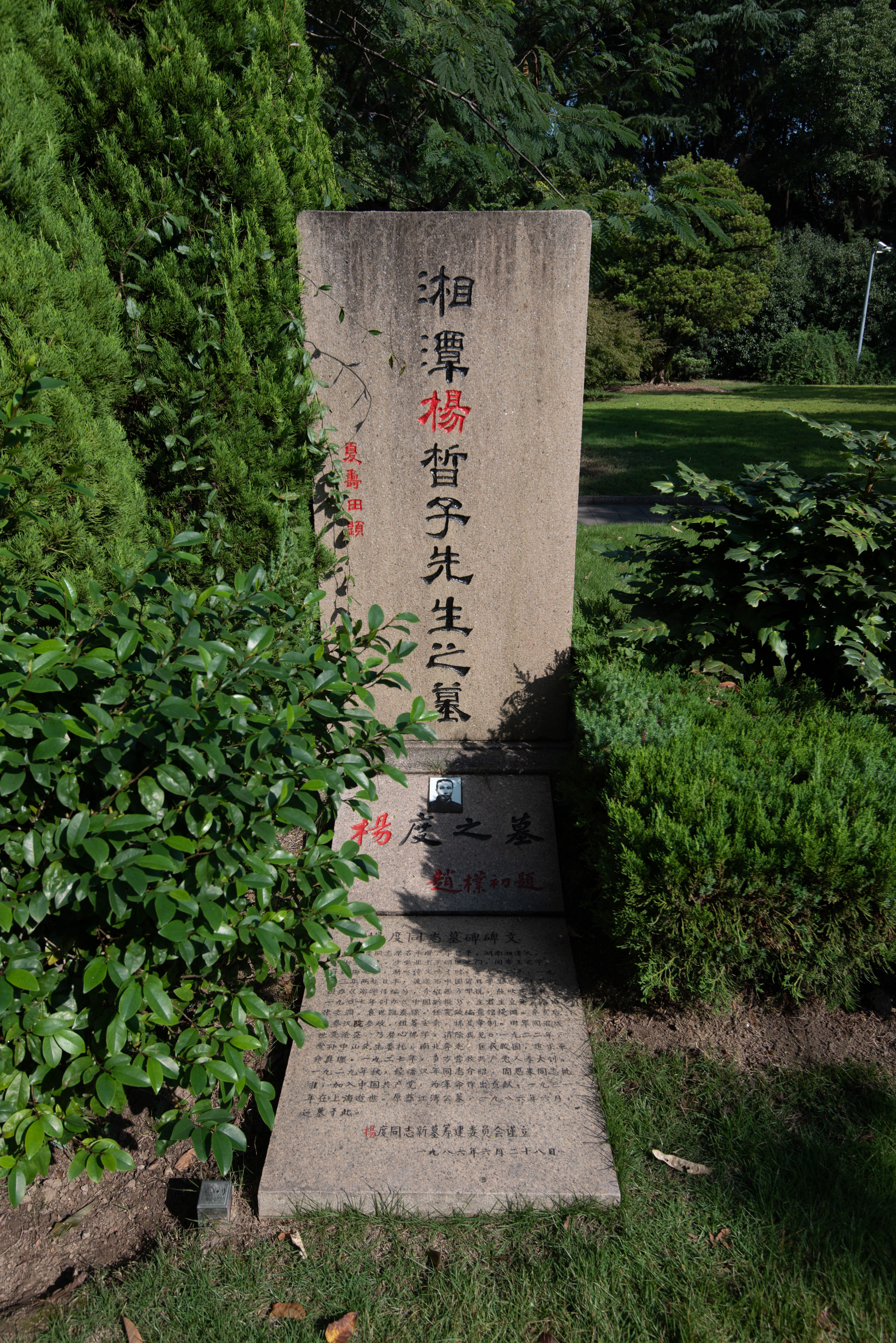
位于上海宋庆龄陵园内的杨度墓

杨度葬于上海外国公墓，墓碑为夏寿田隶书题“湘潭杨皙子先生之墓”。:50日军占领上海后，在江湾修建飞机场，迁往上海西郊华漕乡寅春庙附近，文化大革命后不存。1986年于宋庆龄陵园西北角名人墓园（即原万国公墓）重建，今墓有两碑，立者为原夏寿田所书，横为赵朴初所提“杨度之墓”并附有相片，碑前的墓石上刻有生平介绍“杨度同志原名承瓒，字晢子，湖南湘潭人……”。
他的党员身份鲜有人知，直到四十多年后周恩来病危时才公之于世。1975年冬，周恩来在重病和王冶秋谈话时说，在重新修订《辞海》时，对中国近代历史人物的评价要客观公正。他特别提到了杨度晚年参加共产党一事：“他晚年参加了党，是我领导的，直到他死。”后来王就此事发表了《难忘的记忆》（1978年7月30日《人民日报》）。
在这之后，陆续有其他作者发表了回忆杨度的文章。比如夏衍写的《杨度同志二三事》，载1978年9月6日《人民日报》。

## 家族
杨度祖先世代务农，到他的祖父杨礼堂参加李续宾部湘军，任哨长，正四品都司衔。大伯杨瑞生随其父参军，父子同在一营。在三河之战中杨礼堂阵亡，杨瑞生死里逃生。杨瑞生后来因军功升为总兵，驻归德镇、朝阳镇等地。
父亲杨懿生为杨礼堂第四子（次子、三子早夭），在家务农，兼作吹鼓手，杨度是长子，另有子杨钧（字重子）、女杨庄（字叔姬）。杨庄嫁王闿运第四子王文育。
杨度有两位妻子，原配黄华，如夫人徐粲楞。黄氏是湘潭县中路铺人，徐氏本为苏州人士，后入北京戏班学唱戏。黄氏生二子：杨公庶和杨公兆，女儿杨云慧。长子公庶，德国柏林大学化学博士，化工专家，曾任国民政府资源委员会秘书长，妻乐曼雍。中华人民共和国成立后，被选为全国政协委员，后以80高龄病逝于北京。公兆为柏林大学地质学博士，曾任教于国立清华大学，妻葛敬安。如夫人生三子三女，长女杨云慧嫁给郭有守，是戏剧艺术家，其余依次为云碧、公素、公敏、云洁、公武。杨公素于1932年失踪（今天熟知的“杨公素”原名佘贻泽，是其同学，1941年所改）。公武在文革期间受迫害服安眠药自杀。
他的一个曾孙杨念群发现了杨度日记（1896年－1900年）。

## 评价
- 杨度的恩师王闿运洪宪时在日记中写道“弟子杨度，书痴自谓不痴，徒挨一顿骂耳。”王对他实行专制要通过“民主表决”的做法批评说“谤议丛生，知贤者不惧。然不必也，无故自疑。欲改专制，而仍循民意，此何理哉。”王曾说他“憨直”，不圆通。曾将他与蔡锷比较，认为杨度才高气傲，以澄清天下自许，往往是考虑不周，急于求成；蔡锷智虑深沉，胸怀大志而不露锋芒。如果蔡锷能与杨度合作，他们的成就不可限量。
- 辛亥革命期间，湘人因杨度支持袁世凯、鼓吹君主立宪，将其宣判死刑，捉拿后请就地正法：“汉奸杨度比附满酋，力请袁世凯出山，致祸结兵连，残害吾同胞数万，罪已应死。近复随同唐绍怡至沪议和，密遣党羽，分赴各省，鼓吹君主立宪谬说，冀得淆乱是非，遂其奸诈。若不速诛此贼，何以对我死义诸先烈。敝会及两省人民，已将该贼宣告死刑。惟闻该贼踪迹诡秘，刻尚潜匿沪宁等处，敢乞各省都督，通告所属，一体严拿，并恳沪都督及各团体派探密缉。如果弋获，即请就地正法，声布罪状，以谢天下。湘中人士无任感祷。”[22]
- 蔡锷在遗嘱中说“湘人杨度，曩倡《君宪救国论》，附袁以行其志，实具苦衷，较之攀附尊荣者，究不可同日语。望政府为国惜才，俾邀宽典。”
- 陶菊隐《北洋军阀统治时期史话》中说袁世凯骂杨度是“蔣幹”。尽管他为袁出力很多，但并未实现他帝师的目标，就连开国元勋也没有当成，仅被授以勋四位和参政院参政等闲职。
- 秦晖在《走出帝制》中说杨度是受“日本式个人主义”启发的中国新法家思想代表。因日本军国主义下的“个人主义”反家庭而不反君主，反小共同体而不反大共同体，杨度的思想同有军国专制色彩，如出一辙，只是带有更多韩非法家观点。其宪政理念被认为服从于军国主义，反封建（周制）而不反专制（秦制）。[23]其个人言论也多显对道德的輕視和對軍國一體的強權的尊崇。[24]秦晖认为如果杨度的思想得以实践，不可能是英式的虚君宪政，而只可能走向日式的军国主义。

## 作品
- 挽联：楊度的挽聯奇特兼帶有正反兩面意義，挽聯本身表現出楊度正在諷刺當時民國環境之初並不團結，敵我分野十分明顯。挽聯明顯是從好友派與及當時反對派兩幫角度來總結對志友的悼念。
  - 挽师王闿运：|  | 旷古圣人才，能以逍遥通世法； 平生帝王学，只今颠沛愧师承。 |
  - 挽黄克强：|  | 公谊不妨私，平日政见分弛，肝胆至今推挚友； 一身能敌万，可惜霸才无命，死生自古困英雄。 |
  - 挽蔡松坡：|  | 魂魄异乡归，于今豪杰为神，万里江山皆雨泣； 东南民力尽，太息疮痍满目，当时成败已沧桑。 |
  - 挽孙文：|  | 英雄作事无它，只坚忍一心，能成世界能成我； 自古成功有几，正疮痍满目，半哭苍生半哭公。 |
  - 挽梁任公：|  | 事业本寻常，胜固欣然，败亦可喜； 文章久零落，人皆欲杀，我独怜才。 |
- 《黄河》，1904年杨度作词，次年沈心工作曲，是一首影响较大的歌曲：|  | 黄河黄河，出自昆仑山，远从蒙古地，流入长城关。古来圣贤，生此河干。独立堤上，心思旷然。长城外，河套边，黄沙白草无人烟。思得十万兵，长驱西北边，饮酒乌梁海，策马乌拉山，誓不战胜终不还。君作铙吹，观我凯旋。 |
- 杨度《虎禅师论佛杂文》三集；
- 刘晴波 主编《杨度集》，1986年，湖南人民出版社；
- 《杨度日记》（1896年－1900年）北京市档案馆编，新华出版社；
- 《国贼孙文》、《无耻黄兴》，筹安会编写。

## 相关文学作品研究文章
- 唐浩明：长篇历史小说《杨度》（原名《旷代逸才》，湖南文艺出版社），人民文学出版社，先后荣获中国图书奖，国家图书奖，国家优秀长篇小说奖。评点本，长江文艺出版社。
- 王学泰：《洪宪闹剧·杨度·帝王术》，载长沙《书屋》2000年第七期－洪宪闹剧·杨度·帝王术（页面存档备份，存于）。
- 夏衍：《杨度同志二三事》，人民日报，1978.09.06。
- 杨云慧：《从保皇派到秘密党员——回忆我的父亲杨度》，上海文史出版社1987年4月。
- 陶菊隐：《筹安会“六君子”传》，北京中华书局，1981。
- 刘人寿、何荦：《潘汉年在上海》之《记潘汉年对敌隐蔽斗争工作片断》，上海人民出版社，ISBN 7-208-02172-4 潘汉年在上海
- 杨公素（佘贻泽）：《沧桑九十年》， 海南出版社，1999年1月，ISBN 780645246X。其中涉及到与杨家部分后人的交往。
- 江庆柏：《清代人物生卒年表》，人民文学出版社，2005-12-1，ISBN 7020053076